# Morestead
Morestead är en by i civil parish Owslebury, i distriktet Winchester, i grevskapet Hampshire i England. Byn är belägen 5 km från Winchester. Morestead var en civil parish fram till 1932 när blev den en del av Owslebury. Civil parish hade 96 invånare år 1931.